# Cantó de Saint-Just-en-Chaussée
El cantó de Saint-Just-en-Chaussée és una divisió administrativa francesa del departament de l'Oise i del districte de Clermont. El cap cantonal és Saint-Just-en-Chaussée i agrupa 29 municipis.

## Municipis
| Municipi                   | Població* | Codi postal | Codi INSEE |
| -------------------------- | --------- | ----------- | ---------- |
| Angivillers                | 200       | 60130       | 60014      |
| Brunvillers-la-Motte       | 337       | 60130       | 60112      |
| Catillon-Fumechon          | 517       | 60130       | 60133      |
| Cernoy                     | 189       | 60190       | 60137      |
| Cressonsacq                | 385       | 60190       | 60177      |
| Cuignières                 | 177       | 60130       | 60186      |
| Erquinvillers              | 161       | 60130       | 60216      |
| Essuiles                   | 452       | 60510       | 60222      |
| Fournival                  | 501       | 60130       | 60252      |
| Gannes                     | 320       | 60120       | 60268      |
| Grandvillers-aux-Bois      | 263       | 60190       | 60285      |
| Lieuvillers                | 515       | 60130       | 60364      |
| Le Mesnil-sur-Bulles       | 184       | 60130       | 60400      |
| Montiers                   | 399       | 60190       | 60418      |
| Moyenneville               | 526       | 60190       | 60440      |
| La Neuville-Roy            | 878       | 60190       | 60456      |
| Noroy                      | 184       | 60130       | 60466      |
| Nourard-le-Franc           | 326       | 60130       | 60468      |
| Plainval                   | 318       | 60130       | 60495      |
| Le Plessier-sur-Bulles     | 159       | 60130       | 60497      |
| Le Plessier-sur-Saint-Just | 510       | 60130       | 60498      |
| Pronleroy                  | 382       | 60190       | 60515      |
| Quinquempoix               | 259       | 60130       | 60522      |
| Ravenel                    | 1.018     | 60130       | 60526      |
| Rouvillers                 | 249       | 60190       | 60553      |
| Saint-Just-en-Chaussée     | 5.498     | 60130       | 60581      |
| Saint-Remy-en-l'Eau        | 370       | 60130       | 60595      |
| Valescourt                 | 271       | 60130       | 60653      |
| Wavignies                  | 981       | 60130       | 60701      |

* Dades del 1999

## Història
| Data d'elecció                           | Identitat          | Partit              | Qualitat                     |
| ---------------------------------------- | ------------------ | ------------------- | ---------------------------- |
| 1945-1949                                | Madeleine Blin     | SFIO                | Professora                   |
| 1949-1955                                | M. Naquet          | RPF després dvd     |                              |
| 1955-1973                                | Robert Hersant     | Radical després CDP | Empresari de premsa, Diputat |
| 1973-2004                                | Jean-Pierre Braine | PS després dvg      | Professor, Diputat           |
| 2004-…                                   | Frans Desmedt      | UMP                 | Agricultor                   |
| les dades anteriors no són pas conegudes |                    |                     |                              |